# Tau Ceti 5
Tau Ceti 5 är en fiktiv planet som förekommer i datorspelet System Shock 2 m.fl. science fiction-verk som stående plats varifrån rymdvarelser kommer för att invadera jorden.
Stjärnan Tau Ceti existerar dock på riktigt.